# Tübingen (Schiff, 1929)
Die 1929 vom Norddeutschen Lloyd in Dienst gestellte Tübingen war ein in Großbritannien gebautes Frachtschiff. 1920 war sie als Delaware für die Norge-Mexico Gulf Linjen der Reederei Wilh. Wilhelmsen fertiggestellt worden. Das im Juni 1928 gestrandete Schiff galt als Totalverlust und war nach der Bergung von den Kieler Howaldtswerken repariert und mit einem neuen Vorschiff versehen worden. 1934 wurde das Schiff für die Hamburg-Bremer Afrika-Linie registriert und kam im Rahmen der staatlichen Neuordnung der Fahrtgebiete der deutschen Reedereien zu den Deutschen Afrika-Linien.
Der Tübingen gelang es 1939 nach Kriegsausbruch noch über Murmansk die Heimat zu erreichen. Sie wurde als Truppentransporter eingesetzt und sank noch kurz vor Ende des Krieges nach einem Bomberangriff im Kattegat auf 57° 11′ 0″ N, 10° 46′ 0″ O.

## Geschichte
Am 12. August 1920 lief in Haverton Hill bei Middlesbrough die spätere Tübingen als Delaware auf der Werft der Furness S.B. Co. mit der Baunummer 21 vom Stapel. Der 110,7 m lange und 15,9 m breite Neubau erhielt eine Dreifach-Expansionsmaschine von 2750 PS der Firma „Richardsons, Westgarth & Co.“, Sunderland, die eine Dienstgeschwindigkeit von 12 Knoten (kn) ermöglichte. Im Dezember 1920 wurde die Delaware an die „A/S Norge-Mexico Gulf Linjen“ in Tønsberg, eine Linie der norwegischen Reederei Wilh. Wilhelmsen, abgeliefert. Diese Reederei erhielt mit der Louisiana im März 1921 noch ein Schwesterschiff, das für die „Prince-Line“ von Furness, Withy & Co. als Egyptian Prince vom Stapel gelaufen war.
Weitere zehn sehr ähnliche Schiffe wurden von Mai 1921 bis zum Mai 1924 an Linien der Reederei Furness, Withy & Co. geliefert, wobei die beiden letzten Bauten als Motorschiffe ausgeführt wurden. Die Furness, Withy-Gruppe baute die Schiffe und Maschinen und nutzte dann die Schiffe.
Die mit 4501 BRT vermessene Delaware befand sich im Juni 1928 mit einer Ladung Zellulose und Manganerz auf einer Reise von Finnland nach New Orleans, als sie am 9. Juni auf einen Felsen des Argosgrundes bei Örskär im Süden des Bottnischen Meerbusens auflief, wobei das Vorschiff abbrach. Die Reederei gab das Wrack auf und trat es an den britischen Versicherer ab. Im Frühjahr 1929 konnte das als Totalschaden bewertete Wrack (ohne Vorschiff) doch geborgen werden, und es wurde nach Kiel zur Reparatur bei den Howaldtswerken geschleppt.

### Unter deutscher Flagge
Der Norddeutsche Lloyd zeigte Interesse am Erwerb des Schiffes, das bei den Howaldtswerken ein neues Vorschiff erhielt. Das jetzt mit 5435 BRT und 3287 NRT vermessene Schiff hatte eine Tragfähigkeit 8465 tdw gegenüber 6952 tdw vor dem Unfall und die Länge wuchs um über 10 Meter auf 122,37 m. Am 4. November 1929 erfolgte die Indienststellung für den NDL als Tübingen mit dem Rufzeichen QMKJ. Sie war das zweite Schiff der Reederei, das den Namen der württembergischen Universitätsstadt Tübingen trug. Die erste Tübingen war durch Umbenennung der 1905 angekauften Wartburg entstanden, die 1917 in Manila an die USA verloren wurde.
Die überholte Tübingen kam hauptsächlich nach Westafrika, dem ehemaligen Fahrtgebiet der eingegliederten Hamburg-Bremer Afrika-Linie, zum Einsatz. Im Rahmen der staatlichen Neuordnung der Fahrtgebiete der deutschen Reedereien wurde das Schiff am 9. November 1934 für die wieder nach außen auftretende Hamburg-Bremer Afrika-Linie GmbH registriert und kam schließlich zu den Deutschen Afrika-Linien GmbH.
Ende August 1939 war die Tübingen mit einer Salz-Ladung zwischen den Kapverdischen Inseln und dem Kongo unterwegs. Auf die Warnmeldungen an die deutsche Schifffahrt zum drohenden Kriegsausbruch wurde der Kurs nach Norden geändert und Santa Cruz de Tenerife kurz angelaufen, um dann die Fahrt Richtung Deutschland fortzusetzen. Am 15. September erreichte das Schiff das sowjetische Murmansk. Vom 3. bis zum 15. Oktober verlegte die Tübingen dann entlang der norwegischen Küste nach Hamburg.

### Kriegseinsätze
Im März 1940 wurde die Tübingen für das Unternehmen „Weserübung“ als Transporter der 1. Seetransportstaffel zugeteilt. Sie verließ am 6. April mit Truppen und Ladung Stettin und traf am Abend des 9. April mit den Transportern Mendoza (5193 BRT) und Tijuca (5943 BRT) in Stavanger ein. Nach einigen weiteren Fahrten wurde das Schiff der Reederei zurückgegeben. Mitte August wurde die Tübingen als Transporter R 39 für das Unternehmen „Seelöwe“ erfasst. Ab Dezember 1940 war die Tübingen wieder an der norwegischen Küste als Transporter im Einsatz.
Am 15. Juni 1941 traf die Tübingen in Aalborg ein, um im Rahmen der Operation „Blaufuchs“ am 17. aus Aalborg mit Dampfern Ceuta, Lauterfels und Feodosia Truppen nach Oslo zu transportieren, die für den Angriff aus Nord-Norwegen Richtung Murmansk vorgesehen waren.
Am 10. Januar 1942 wurde ein deutsches Geleit mit der Tübingen vor Den Helder am frühen Abend durch britische Kampfflugzeuge angegriffen. Sie erlitt einen Bombentreffer und Schäden durch Bordwaffenbeschuß und musste nach Rotterdam eingeschleppt werden. An Bord starben drei Mann, und drei Mann der zivilen Besatzung wurden schwer verletzt. Am folgenden Tag erlitt das Schiff bei einem Luftangriff auf Rotterdam weitere Schäden.

Ende Januar 1943 wurde die Tübingen vor Obrestad in Rogaland an der Südküste Norwegens durch Bomben und Bordwaffenbeschuß erneut beschädigt.

Am 11. Oktober 1944 griff das sowjetische U-Boot V-21 im Laksfjorden nahe Lenvik einen Geleitzug mit der Tübingen und zwei weiteren Transportern mit vier Torpedos an, die alle die deutschen Einheiten verfehlten. Das U-Boot wurde mit Wasserbomben angegriffen.
Anfang 1945 wurde das Schiff dann zum Transport von Flüchtlingen in der Ostsee herangezogen. Auf ihrer letzten Evakuierungsfahrt am 6. April transportierte sie von Hela 3.000 Flüchtlinge nach Swinemünde.

### Untergang
In der Nacht vom 18. auf den 19. April 1945 wurde die Tübingen vor Skagen durch einen Luftangriff beschädigt. Nach Reparatur in Flensburg wurde sie am 24. April frühmorgens durch britische Halifax des RAF Coastal Command südöstlich der Insel Læsø im Kattegat angegriffen, geriet in Brand und sank schließlich auf der Position 57° 11´ N/10° 46´ O.

## Das SchwesterschiffMünster

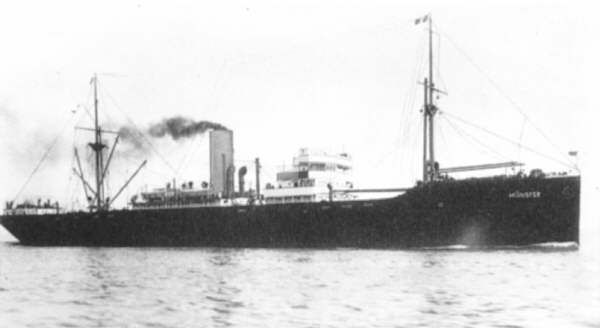
Das Schwesterschiff Münster
ex Louisiana

Mit der Münster erhielt der Norddeutsche Lloyd im Januar 1931 auch noch eines der elf Schwesterschiffe.

Sie war als Louisiana als zweites Schiff der Serie am 18. März 1921 an die „A/S Norge-Mexico Gulf Linjen“ der Reederei Wilh. Wilhelmsen abgeliefert worden. Vor dem Unfall der Delaware hatte die Reederei im März 1928 das Schwesterschiff an die Ozean-Linie des Flensburger Reeders Harald Schuldt verkauft, wo sie in Nordfriesland umbenannt und nach Kuba und Mexiko eingesetzt wurde. Diese Reederei verkaufte im Herbst 1930 die vier dort eingesetzten Schiffe der Linie (darunter die beiden ersten deutschen See-Passagierschiffe mit Motorantrieb: Rio Panuco, Rio Bravo) an den NDL, der sie im Januar 1931 übernahm. Nach der westfälischen Universitätsstadt Münster benannt, wurde das Schiff am 18. März 1931 für den NDL in Fahrt gebracht. Sie wurde vor allem im Brasilien-Dienst der deutschen Großreederei eingesetzt.
Im Rahmen der staatlichen Neuordnung der Fahrtgebiete der deutschen Reedereien 1934 wurde das Schiff von der Hamburg-Südamerikanischen Dampfschifffahrts-Gesellschaft gechartert, angekauft und am 3. Dezember 1937 in Corrientes umbenannt.
Bei Kriegsausbruch 1939 lief die Corrientes den spanischen Hafen Las Palmas an.

### In spanischen Diensten
Am 1. September 1943 wurde die Corrientes an Spanien verkauft und ging 1944 an die spanische Reederei „Naviera Aznar“ in Bilbao, die das Schiff in Monte Moncayo umbenannte. 1955 kam es dann an die „Maritima Madrilena“ in Bilbao und wurde in Tajuna umbenannt.

Am 10. Dezember 1957 riss sich das Schiff während eines Sturms aus seiner Verankerung vor Mazarrón, strandete und wurde als Totalverlust abgeschrieben. Das Wrack wurde zum endgültigen Abbruch nach Cartagena geschleppt.

### Schwesterschiffe
| Name               | BauNr. | BRT  | Länge | Stapellauf in Dienst  | die beiden ersten Schiffe an Linie der Reederei Wilh. Wilhelmsen andere alle zuerst an Furness-Linien, weiteres Schicksal |
| Delaware           | Nr. 21 | 4501 | 110,7 | 12.08.1920 23.12.1920 | A/S Norge-Mexico Gulf Linjen, 9. Juni 1928 aufgelaufen 1929 ==> Tübingen NDL |
| Louisiana          | Nr. 22 | 4498 | 110,7 | 11.10.1920 18.03.1921 | v. St. als Egyptian Prince, A/S Norge-Mexico Gulf Linjen, 1928 Nord-Friesland Ozean DAG, 1930 ==> Münster NDL |
| Lancastrian Prince | Nr. 23 | 3478 | 110,7 | 25.11.1920 05.1921    | Prince Line Ltd. Liverpool, 1923 umbenannt in Italian Prince, 6. September 1938 nach Brand südwestlich Cape Finisterre gesunken |
| Tunisia            | Nr. 24 | 3482 | 110,7 | 23.12.1920 .06.1921   | v. St. als Castilian Prince, Furness, Withy & Co. Liverpool, 1922 Lancastrian Prince, 1938 nach Frankreich verkauft: Champenois, 10. April 1941 nahe Casablanca aufgelaufen und zerbrochen,                                                                       |
| Persiana           | Nr. 25 | 3493 | 110,7 | 22.06.1921 12.1921    | v. St. als Corsican Prince, Furness, Withy & Co., 1922 Chickahominy, 1924 Corsican Prince Rio Cape Line, 1938 nach Frankreich verkauft: Jean et Jaques , 1940 von Deutschen besetzt, 3. März 1942 vor Cap Blanc Nez durch britische MTB´s torpediert und versenkt |
| Appomattox         | Nr. 26 | 3491 | 110,7 | 4.10.1921 07.1922     | Furness, Withy & Co., 1924 Sardinian Prince Rio Cape Line, 16. März 1941 durch Scharnhorst vor Neufundland versenkt |
| Egyptian Prince    | Nr. 27 | 3490 | 110,7 | 29.11.1921 12.1922    | v. St. als Braziliana, Prince Line Ltd., 1946 nach Frankreich verkauft: Lorrain, 1953 Herculis, 1960 verschrottet |
| Alleghany          | Nr. 28 | 3489 | 110,7 | 29.11.1921 08.1922    | v. St. als Arabiana, Furness, Withy & Co., 1924 Castilian Prince ??, 1946 nach Frankreich verkauft: Alsacien, 1952 Yolac, 1963 verschrottet |
| Kenmore            | Nr. 29 | 3783 | 110,8 | 4.10.1922 02.1923     | Johnston Line Liverpool, 1937 nach Frankreich verkauft: Lorrain, 8. November 1942 vor Marokko auf Strand gesetzt, um alliierte Übernahme zu verhindern, später zerbrochen                                                                                         |
| Quernmore          | Nr. 30 | 3787 | 110,8 | 4.12.1922 05.1923     | Johnston Line Liverpool, 1937 nach Frankreich verkauft: Alsacien, 24. Januar 1940 durch U 44 versenkt |
| Sycamore           | Nr. 31 | 3908 | 110,9 | 31.05.1923 11.1923    | Motorschiff, Johnston Line Liverpool, 1926 Castilian Prince ??, 1932 in die Sowjetunion verkauft: Enukidze, drei weitere Namen, zuletzt Michurin, 1965 außer Dienst                                                                                               |
| Tramore            | Nr. 32 | 3907 | 110,9 | 10.09.1923 05.1924    | Motorschiff, Johnston Line Liverpool, 1925 Brazilian Prince, 1933 in die Sowjetunion verkauft: Voroshilov, zuletzt Ilychevsk, 1974 außer Dienst |